# Aleodorus bilobatus
Aleodorus bilobatus är en skalbaggsart som först beskrevs av Thomas Say 1830.  Aleodorus bilobatus ingår i släktet Aleodorus och familjen kortvingar. Inga underarter finns listade i Catalogue of Life.